# Neoregelia lilliputiana
Neoregelia lilliputiana är en gräsväxtart som beskrevs av Edmundo Pereira. Neoregelia lilliputiana ingår i släktet Neoregelia och familjen Bromeliaceae. Inga underarter finns listade i Catalogue of Life.